# 科列利奇區
科列利奇區是白俄羅斯的一個區，位於該國西北部，屬於格羅德諾州的一部分，面積1,093.66平方公里，2009年人口24,130，人口密度每平方公里22.06人。